# Ed (Vorname)
Ed ist ein männlicher Vorname.

## Herkunft und Bedeutung
Ed ist die Kurzform einer Reihe von Vornamen:
- Edgar
- Edmund
- Eduard, Edward und Varianten
- Edwin

## Namensträger
- Ed Allen (Edward Clifton Allen; 1897–1974), US-amerikanischer Jazztrompeter
- Ed Allen (Edward Allen; * 1948), US-amerikanischer Autor
- Ed Alleyne-Johnson (* 1959), britischer E-Violinist und Straßenmusiker
- Ed Ames (1927–2023), US-amerikanischer Pop-Sänger und Schauspieler
- Ed Arno (1916–2008), rumänisch-US-amerikanischer Cartoonist und Illustrator
- Ed Asner (1929–2021), US-amerikanischer Schauspieler, Filmproduzent und Synchronsprecher
- Ed Atkins (* 1982), britischer zeitgenössischer Künstler
- Ed Banach (* 1960), US-amerikanischer Ringer
- Ed Barrow (1868–1953), US-amerikanischer Baseballmanager
- Ed Begley (1901–1970), US-amerikanischer Theater- und Filmschauspieler
- Ed Begley junior (* 1949), US-amerikanischer Schauspieler
- Ed Belfour (* 1965), kanadischer Eishockeytorwart
- Ed Berger,  US-amerikanischer Hochschullehrer, Jazz-Autor, Produzent und Fotograf
- Ed Bickert (1932–2019), kanadischer Jazzgitarrist
- Ed Delahanty (1867–1903), US-amerikanischer Baseballspieler
- Ed Malloy (* 1971), US-amerikanischer Basketballschiedsrichter
- Ed Moran (* 1937), US-amerikanischer Mittelstreckenläufer
- Ed Moran (* 1981), US-amerikanischer Langstreckenläufer
- Ed Moschitz (* 1968), österreichischer Journalist und Dokumentarfilmer
- Ed Roberts (1939–1995), US-amerikanischer Behindertenaktivist
- Ed Roberts (1941–2010), US-amerikanischer IT-Unternehmer
- Ed Rollins (* 1943), US-amerikanischer Politikberater und -stratege
- Ed Schröder (* 1950), niederländischer Schachprogrammierer
- Ed Shearmur (* 1966), britischer Komponist
- Ed Sheeran (* 1991), britischer Singer-Songwriter
- Ed Solomon (* 1960), US-amerikanischer Drehbuchautor
- Ed Stoppard (* 1974), britischer Schauspieler
- Ed Swillms (1947–2023), deutscher Komponist und Rockmusiker
- Ed Warren (1926–2006), US-amerikanischer Dämonologe
- Ed Wood (1924–1978), US-amerikanischer Filmregisseur

ebenso:
- Ed von Schleck, Name einer Speiseeismarke